# Ácido pícrico
El trinitrofenol (TNP), también denominado ácido pícrico, de fórmula química C6H2OH(NO2)3, es un explosivo que se utiliza como carga aumentadora para hacer explotar algún otro explosivo menos sensible como el TNT.
El trinitrofenol tiende a formar sales de picrato que son peligrosas e inestables.
Además los grupos nitro (fuertemente electronegativos) estabilizan la base conjugada, haciendo que el H del grupo OH se disocie con facilidad, dando entonces una disolución ácida del mismo, de ahí su nombre de "ácido".
En anatomía está catalogado como un fijador simple en su uso común como fijador de muestras histológicas.

## Historia
El ácido pícrico fue probablemente mencionado por primera vez en los escritos del alquimista Johann Rudolf Glauber en 1742. Inicialmente, fue realizado por la nitración de sustancias como el cuerno de animales, seda, añil, y resina natural. La primera síntesis a partir de índigo la realizó Peter Woulfe en 1779. La síntesis a partir del fenol y la determinación de su fórmula correcta, se llevaron a cabo con éxito en 1841. Antes de que Hermann Sprengel demostrara en 1873 que el ácido pícrico podía ser detonado, se suponía que sólo sus sales eran explosivas, no el propio ácido. A partir de ese momento la mayoría de las potencias militares comenzaron a utilizarlo como su principal explosivo de alto poder. También se utiliza este compuesto en la química analítica de metales, menas y minerales.
El ácido pícrico fue el primer explosivo de alto poder (compuesto orgánico nitrado) adecuado para soportar la aceleración del disparo en medios convencionales de artillería. La nitroglicerina y el algodón pólvora estaban disponibles antes, pero la sensibilidad de choque a veces causaba su detonación dentro del cañón de artillería en el momento de disparar. En 1885, basado en la investigación de Hermann Sprengel, el químico francés Eugène Turpin patentó el uso de ácido pícrico prensado y fundido en cargas explosivas y proyectiles de artillería. En 1887 el gobierno francés adoptó una mezcla de ácido pícrico y el algodón pólvora bajo el nombre de melinita. En 1888, Gran Bretaña comenzó a fabricar una mezcla muy semejante en Lydd, Kent, bajo el nombre de lyddita. Japón le siguió con una fórmula "mejorada" conocida como pólvora Shimose. En 1889, un material similar, una mezcla de cresilato de amonio con trinitrocresol, o una sal de amonio de trinitrocresol, comenzó a fabricarse bajo el nombre de ecrasita en el Imperio austrohúngaro. En 1894 Rusia empezó la fabricación de proyectiles de artillería llenos de ácido pícrico. Los Estados Unidos no usaron el ácido pícrico como tal sino una de sus sales, el picrato de amonio, (conocido como Dunnita o explosivo D), utilizado a partir de 1906. 
El ácido pícrico se utilizó en la batalla de Omdurmán, la Segunda Guerra Bóer, la Guerra Ruso-Japonesa, e incluso en la Primera Guerra Mundial. Pero el apogeo de su uso se produjo en la Guerra Ruso-Japonesa. Los japoneses lo usaron tanto en tierra, en los obuses para los cañones de 75 mm, que llevaban unos 800 g de ácido pícrico, como en el mar en los obuses para los cañones de 12 pulgadas, con hasta 40 kg de explosivo. Estos obuses no lograban atravesar el blindaje, pero causaban importantes daños en las cubiertas (véase: Batalla de Tsushima). Sin embargo, los obuses cargados con ácido pícrico suelen ser altamente inestables si el compuesto reacciona con la carcasa metálica o la espoleta para formar envolturas de picratos metálicos, que son más sensibles que el ácido pícrico. Una de las teorías sobre la explosión del acorazado Mikasa la atribuye a la explosión de un obús debida a este efecto. Alemania comenzó a cargar proyectiles de artillería con TNT en 1902. Aunque el tolueno es más difícil de obtener que el fenol, y el TNT es menos potente que el ácido pícrico, la mejora en la seguridad de la fabricación de municiones, su almacenamiento y empleo propició la sustitución del ácido pícrico por el TNT en la mayoría de utilizaciones militares entre las dos guerras mundiales.
Aparte de los accidentes por la sensibilidad por picratos, el ácido pícrico estuvo involucrado en la explosión de Halifax.

## Propiedades
El ácido pícrico forma cristales incoloros o ligeramente amarillos, de sabor muy amargo. El sistema cristalino es ortorrómbico bipiramidal. Su densidad es de 1813 kg/m3 y su temperatura de fusión de 122.5 °C. La presión de vapor a 195 °C es de 2 mmHg, a 255 °C de 50 mmHg. La densidad de la masa fundida a 124 °C es de 1589 kg/m3, a 170 °C - 1513 kg/m3. Gravimétrico (a granel) la densidad del polvo es de 900-1000 kg/m3. El polvo es fácil de prensar, especialmente cuando se calienta. Presionando a 4500 kgf/cm2 se consigue una densidad de 1740 kg/m3, pero en la práctica, por razones de seguridad, la presión solo llega a 2000 kgf/cm2, con lo que se consigue una densidad de no más de 1630 kg/m3. Mediante un enfriamiento lento de la masa fundida puede conseguirse un sólido con una densidad de 1580-1610 kg/m3. Cuantas menos impurezas, mayor es la densidad del trinitrofenol fundido.
El ácido pícrico arde en el aire con humo espeso, detona por calentamiento muy rápido o una chispa. Es sensible al esfuerzo térmico (calor, fuego) y mecánico (impacto, fricción).
Debido a la acumulación de grupos nitro (-NO2) aceptores de electrones alrededor del fenol, el grupo hidroxilo del ácido pícrico lo convierte en un ácido fuerte (pKa = 0.29), capaz de reacciones de intercambio con la formación de sales metálicas (picratos). Los más comunes:
- picrato de sodio C6H2(NO2)3ONa
- picrato de calcio (C6H2(NO2)3O)2Ca
- picrato de hierro (C6H2(NO2)3O)3Fe2
- picrato de plomo (C6H2(NO2)3O)2Pb

Los picratos cristalinos son sólidos que tienen mucha mayor sensibilidad que el trinitrofenol. Esto requiere una atención especial en la utilización de metales y la contaminación por metales en su producción. No se produce la formación directa de picratos en medio de ácido sulfúrico, el peligro principal se plantea con las impurezas del agua de lavado, y los materiales que entran en contacto el trinitrofenol purificado. Debido a la sensibilidad de los picratos, la fabricación de munición requiere medidas especiales para aislar la carga de la carcasa metálica.
El ácido pícrico forma isopururato rojo con cianuro de hidrógeno (HCN). Mediante medición fotométrica del colorante resultante, se puede usar ácido pícrico para cuantificar el cianuro de hidrógeno.

### Solubilidad
Muy poco soluble en agua fría, sin embargo es más soluble en agua hirviendo y ligeramente soluble en etanol y benceno.
En frío el agua lo disuelve ligeramente, alrededor del 1.1 % a 15 °C. La solubilidad en agua caliente aumenta significativamente hasta el 6.5 % a 100 °C. Según otros, 100 °C - 9.14 %. La disolución acuosa de trinitrofenol es de un color amarillo intenso debido a la presencia del anión. Las moléculas no ionizadas no presentan color, por lo que la disolución anhidra no tiene color (por ejemplo, en éter de petróleo). En presencia de un ácido fuerte la disolución también tiene color; esta característica permite el uso de trinitrofenol como indicador ácido-base.
En etanol, y éter dietílico la solubilidad es relativamente alta. En 100 g de alcohol a 20 °C se disuelven 6.23 g de ácido pícrico, y en el punto de ebullición 66,2. A 13 °C en 1 litro de éter anhidro se disolvieron 10,8 g de ácido pícrico, cuando el contenido del aire 0,8 % de agua se disuelve 36,8 g, y prisoderzhanii 1% de agua - 40 g es soluble en metanol, glicerol, cloroformo, disulfuro de carbono, acetona, y especialmente en benceno. 100 g de benceno disuelto 3,7 g a 5 °C, 7,29 g - a 15 °C, 9,55 g - 20 °C y 96,77 g - a 75 °C.
En las mezclas de ácido sulfúrico y agua aumenta la solubilidad notablemente cuando la concentración de ácido está por encima de 70 % y al aumentar la temperatura. A una temperatura de 18 °C la solubilidad en ácido sulfúrico anhidro es de 10.1 g/100 mL de ácido, y a 80 °C - 25.8 g/100 mL de ácido. Cuando la disolución está diluida en ácido sulfúrico, el trinitrofenol precipita.

## Síntesis

### Nitración directa del fenol
El ácido pícrico, o trinitrofenol, puede obtenerse por nitración directa del fenol en ácido nítrico concentrado:
C6H5OH + 3HNO3 →  C6H2(NO2)3OH +3H2O
En este método existe un fuerte calentamiento, lo que conduce a la destrucción, y resinificación del fenol, con la formación de diversos subproductos. El anillo aromático del fenol es altamente activo para reacciones de sustitución electrófila, e intentar la nitración del fenol, incluso con ácido nítrico diluido, se traduce en la formación de alquitranes de alta masa molecular. El producto final tiene una baja cantidad de trinitrofenol, mientras que hay una significativa dilución del ácido. Sin embargo, este método ha sido fundamental en el periodo antes y durante la Segunda Guerra Mundial. El proceso se llevaba a cabo en ollas cerámicas, y por lo general, sin agitación, pues las disoluciones de ácido corroen los metales y contaminan con picratos el producto acabado. El control de temperatura también era difícil. Para superar las desventajas de este método se desarrollaron y se utilizaron otros métodos.

### Obtención del trinitrofenol a partir del fenol
Con el fin de minimizar estas reacciones secundarias, el fenol anhidro se sulfona con ácido sulfúrico fumante (óleum), y el ácido p-fenolsulfónico resultante luego se nitra con ácido nítrico concentrado. Durante esta reacción, se introducen grupos nitro, y se desplaza el grupo ácido sulfónico. La reacción es altamente exotérmica y se requiere un control cuidadoso de la temperatura. De esta forma se obtiene trinitrofenol a partir de un tratamiento secuencial del fenol con ácidos sulfúrico y nítrico. La primera etapa es la sulfonación del fenol a mono y disulfofenol:
C6H5OH + H2SO4 →  C6H4(SO3H)OH +H2O
C6H4(SO3H)OH + H2SO4 →  C6H3(SO3H)2OH +H2O
La segunda etapa es la formación del trinitrofenol mediante la nitración de los sulfofenoles:
C6H4(SO3H)OH + 3HNO3 →  C6H2(NO2)3OH + H2SO4 + 2H2O
C6H3(SO3H)2OH + 3HNO3 →  C6H2(NO2)3OH + 2H2SO4 + H2O
El proceso también se llevaba a cabo en vasijas de cerámica. En comparación con la nitración directa, este método tiene ventajas (menos riesgo, ausencia de productos de degradación de fenol, rendimientos más altos) y desventajas (consumo significativamente mayor de ácidos). De esta manera una gran cantidad de procesos tecnológicos se pueden agrupar en dos grupos:
- nitración con disoluciones de ácidos relativamente diluidas, con un exceso de ácido sulfúrico en la primera etapa, la dilución posterior y el tratamiento con ácido nítrico al 65 % (forma usual) o nitrato de sodio ("método francés").
- nitración con disoluciones de ácidos relativamente concentradas. Con ácidos concentrados se pueden usar dispositivos de metal para controlar la temperatura y la agitación. El método de sulfonación del fenol fundido se lleva a cabo en óleum de riqueza del 20 % en una proporción de 1:4 a una temperatura de 90 a 100 Cº durante 5 horas mientras se forma el disulfofenol. La masa de reacción se diluye en ácido sulfúrico con una densidad de 1.84 g/cm3 (95.6 %), y luego lleva a cabo la nitración con ácido nítrico de una densidad de 1,46 g/cm3 (80 %) o una mezcla de ácidos sulfúrico y nítrico.

### Preparación a partir del benceno pasando por clorobenceno
El proceso se lleva a cabo en varias etapas, algunas bastante difíciles de realizar. El método se usó durante mucho tiempo, y se hizo popular durante y después de la Segunda Guerra Mundial. 
1. Cloración del benceno a monoclorobenceno:
C6H6 + Cl2 →  C6H5Cl + HCl
2. Nitración del monoclorobenceno a dinitroclorobenceno con una mezcla de ácidos sulfúrico y nítrico:
C6H5Cl + 2HNO3 →  C6H3(NO2)2Cl +2H2O
3. Procesamiento del dinitroclorobenceno con sosa cáustica (hidróxido de sodio) para dar dinitrofenolato de sodio:
C6H3(NO2)2Cl + 2NaOH →  C6H3(NO2)2ONa + NaCl + H2O
4. Saponificación del dinitrofenolato de sodio con ácido sulfúrico para producir dinitrofenol:
2 C6H3(NO2)2ONa + H2SO4 →  2 C6H3(NO2)2OH + Na2SO4
5. Obtención del trinitrofenol nitrando con una mezcla de ácidos sulfúrico y nítrico:
C6H3(NO2)2OH + HNO3 →  C6H3(NO2)3OH + H2O
El rendimiento del proceso era de 1.6 toneladas de trinitrofenol por tonelada de benceno (54 % del teórico). La desventaja era la gran pérdida de disoluciones de ácido clorhídrico.